# 约翰·阿伯内西

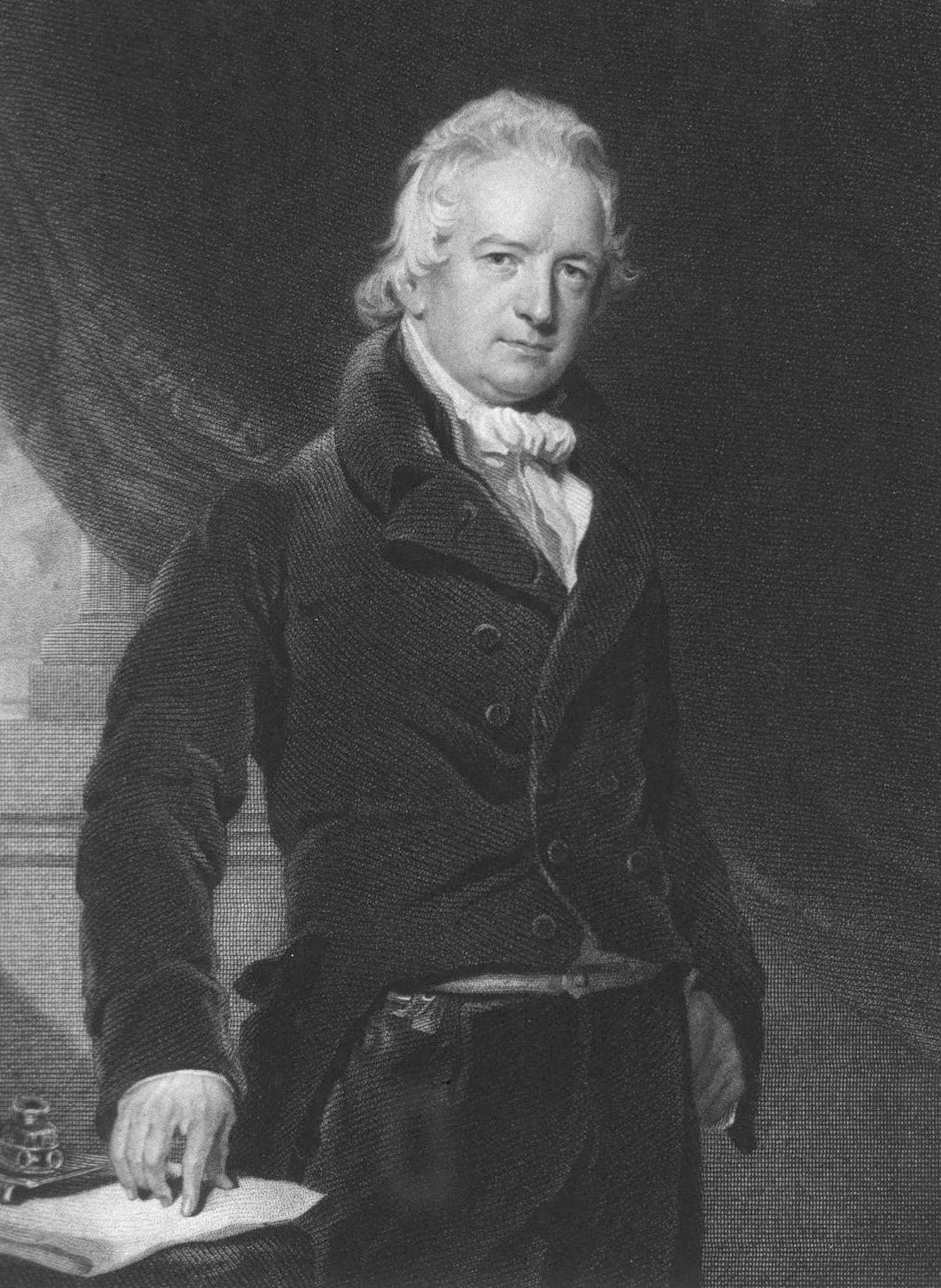
John Abernethy (1764–1831)

约翰·阿伯内西（John Abernethy，1764年4月3日—1831年4月20日），英国外科医生。阿伯内西生于伦敦，1779年成为聖巴塞洛繆醫院查尔斯·布利克的学徒，1887年成为该院助理医师，28年后成为正式医师。阿伯内西将外科当作了解人体解剖构造的手段，当时与同样师从约翰·亨特的阿斯特利·库珀齐名。
阿伯内西的教学能力很高，在亨特指导下做了不少生理学实验。后被任命为英格兰皇家内科学会的解剖学和外科学教授，1796年首度实施动脉瘤患者髂外动脉结扎。1798年实施颈总动脉结扎。他还是腰部脓肿切开术的倡导者。